# فولفغانغ فوغل
فولفغانغ فوغل (بالألمانية: Wolfgang Vogel)‏ (و. 1925 – 2008 م) هو قانوني، وأستاذ جامعي، ومحامي من ألمانيا، وألمانيا الشرقية، توفي في شليرزيه، عن عمر يناهز 83 عاماً.

## جوائز
حصل على جوائز منها:
- وسام الاستحقاق الوطني الذهبي
- وسام نجمة صداقة الشعوب لألمانيا الشرقية [الإنجليزية]‏

## روابط خارجية
- فولفغانغ فوغل على موقع مونزينجر (الألمانية)